# Sistema embebido

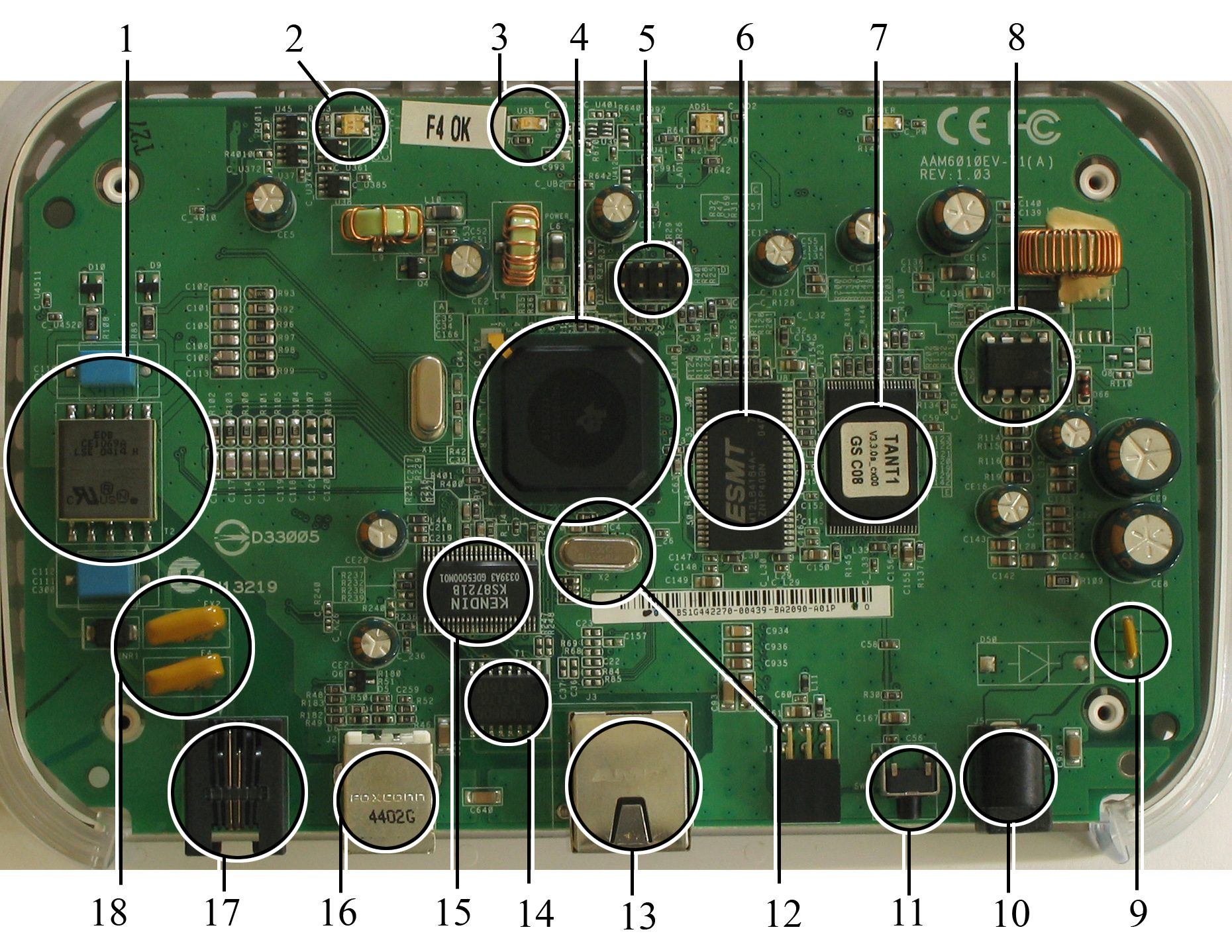
Imagen del interior de un módem/enrutador ADSL. Un ejemplo de un sistema embebido. Las partes marcadas incluyen un microprocesador (4), RAM (6), y una memoria flash (7).

Un sistema embebido (también, sistema embarcado o sistema empotrado, sistema integrado, sistema incrustado) es un sistema de computación basado en un microprocesador o un microcontrolador diseñado para realizar una o algunas pocas funciones dedicadas, frecuentemente en un sistema de computación en tiempo real. Al contrario de lo que ocurre con los ordenadores de propósito general (como por ejemplo una computadora personal o PC) que están diseñados para cubrir una amplia gama de necesidades, los sistemas embebidos se diseñan para cubrir necesidades específicas. 
En un sistema embebido la mayoría de los componentes se encuentran incluidos en la placa base (tarjeta de vídeo, audio, módem, etc.) y muchas veces los dispositivos resultantes no tienen el aspecto de lo que se suele asociar a una computadora. Algunos ejemplos de sistemas embebidos podrían ser dispositivos como un taxímetro, un sistema de control de acceso, la electrónica que controla una máquina expendedora o el sistema de control de una fotocopiadora entre otras múltiples aplicaciones. 
Por lo general los sistemas embebidos se pueden programar directamente en el lenguaje ensamblador del microcontrolador o microprocesador incorporado sobre el mismo, o también, utilizando los compiladores específicos, pueden utilizarse lenguajes como C o C++; en algunos casos, cuando el tiempo de respuesta de la aplicación no es un factor crítico, también pueden usarse lenguajes Orientados a Objetos como JAVA.
Puesto que los sistemas embebidos se pueden fabricar por decenas de millares o por millones de unidades, una de las principales preocupaciones es reducir los costes. Los sistemas embebidos suelen usar un procesador relativamente pequeño y una memoria pequeña para ello. Los primeros equipos embebidos que se desarrollaron fueron elaborados por IBM en los años 1980.
Los programas de sistemas embebidos se enfrentan normalmente a tareas de procesamiento en tiempo real.
Existen también plataformas desarrolladas por distintos fabricantes que proporcionan herramientas para el desarrollo y diseño de aplicaciones y prototipos con sistemas embebidos desde ambientes gráficos, algunos ejemplos de estas son: Arduino, mbed, Raspberry Pi, BeagleBone, etc.

## Componentes
En la parte central se encuentra el microprocesador, microcontrolador, DSP, etc. Es decir, la CPU o unidad que aporta capacidad de cómputo al sistema, pudiendo incluir memoria interna o externa, un micro con arquitectura específica según requisitos.
La comunicación adquiere gran importancia en los sistemas embebidos. Lo normal es que el sistema pueda comunicarse mediante interfaces estándar de cable o inalámbricas. Así un SI normalmente incorporará puertos de comunicaciones del tipo RS-232, RS-485, SPI, I²C, CAN, USB, IP, Wi-Fi, GSM, GPRS, DSRC, etc.
El subsistema de presentación tipo suele ser una pantalla gráfica, táctil, LCD, alfanumérico, etc.
Se denominan actuadores a los posibles elementos electrónicos que el sistema se encarga de controlar. Puede ser un motor eléctrico, un conmutador tipo relé etc. El más habitual puede ser una salida de señal PWM para control de la velocidad en motores de corriente continua 
El módulo de E/S analógicas y digitales suele emplearse para digitalizar señales analógicas procedentes de sensores, activar diodos ledes, reconocer el estado abierto cerrado de un conmutador o pulsador, etc.
El módulo de reloj es el encargado de generar las diferentes señales de reloj a partir de un único oscilador principal. El tipo de oscilador es importante por varios aspectos: por la frecuencia necesaria, por la estabilidad necesaria y por el consumo de corriente requerido. El oscilador con mejores características en cuanto a estabilidad y coste son los basados en resonador de cristal de cuarzo, mientras que los que requieren menor consumo son los RC. Mediante sistemas PLL se obtienen otras frecuencias con la misma estabilidad que el oscilador patrón
El módulo de energía (power) se encarga de generar las diferentes tensiones y corrientes necesarias para alimentar los diferentes circuitos del SE. Usualmente se trabaja con un rango de posibles tensiones de entrada que mediante conversores ac/dc o dc/dc se obtienen las diferentes tensiones necesarias para alimentar los diversos componentes activos del circuito
Además de los conversores ac/dc y dc/dc, otros módulos típicos, filtros, circuitos integrados supervisores de alimentación, etc.
El consumo de energía puede ser determinante en el desarrollo de algunos sistemas embebidos que necesariamente se alimentan con baterías, con lo que el tiempo de uso del SE suele ser la duración de la carga de las baterías

## Microprocesadores y microcontroladores

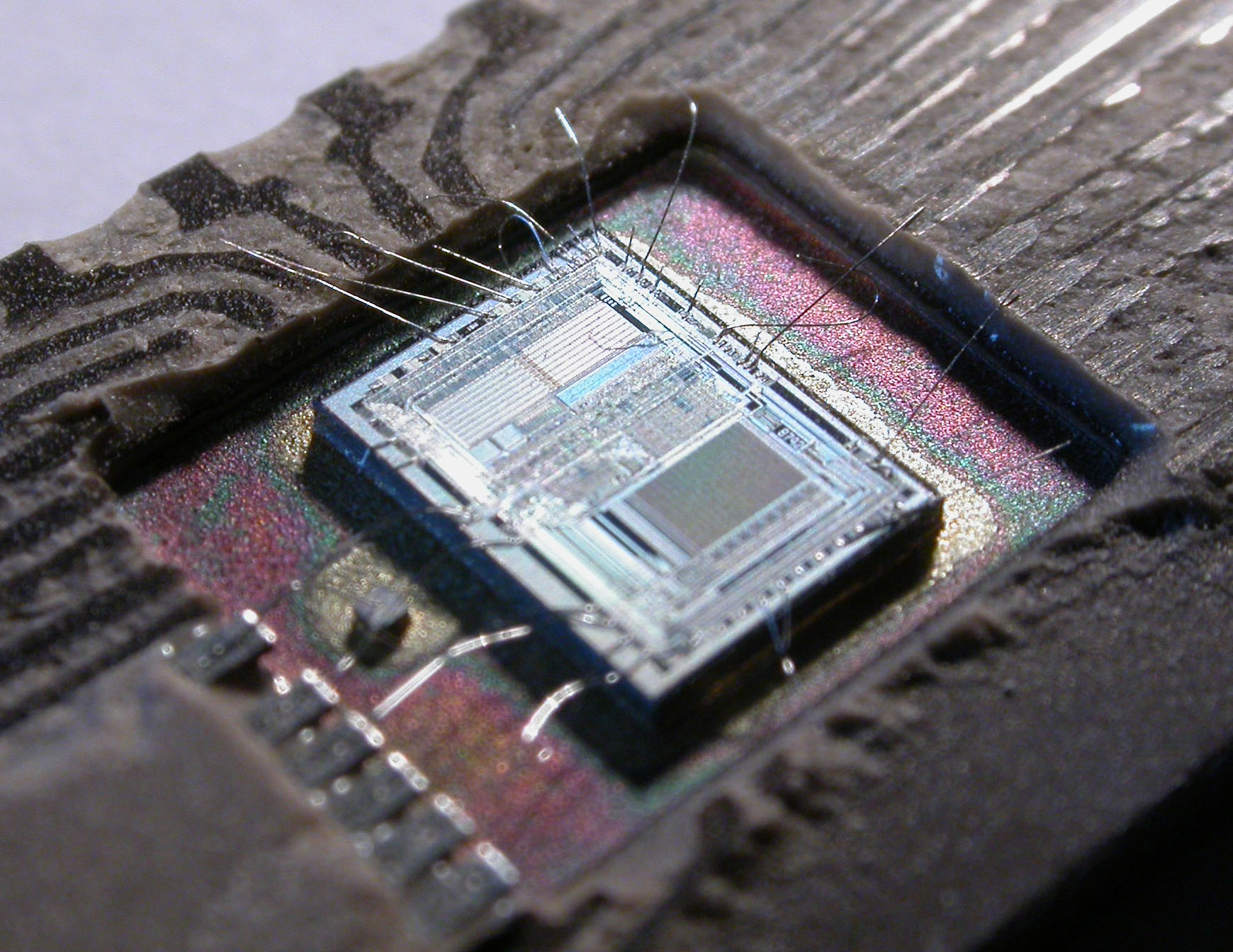
El circuito integrado de un Intel 8742, un microcontrolador de 8 bits que incluye una CPU que funciona a 12 MHz, 128 bytes de RAM, 2048 bytes de EPROM y E/S en el mismo chip. Algunos de los cables de conexión se dañaron al abrir el paquete del chip. Vea el documento oficial (pdf) en el sitio web de Intel o vea una captura de pantalla del chip completo.

Un microprocesador es una implementación en forma de circuito integrado (IC) de la Unidad Central de Proceso CPU de una computadora. Frecuentemente nos referimos a un microprocesador como simplemente “CPU”, y la parte de un sistema que contiene al microprocesador se denomina subsistema de CPU. Los microprocesadores varían en consumo de potencia, complejidad y coste.
Los subsistemas de entrada/salida y memoria pueden ser combinados con un subsistema de CPU para formar una computadora o sistema embebido completo. Estos subsistemas se interconectan mediante los buses de sistema (formados a su vez por el bus de control, el bus de direcciones y el bus de datos).
El subsistema de entrada acepta datos del exterior para ser procesados mientras que el subsistema de salida transfiere los resultados hacia el exterior. Lo más habitual es que haya varios subsistemas de entrada y varios de salida. A estos subsistemas se les reconoce habitualmente como periféricos de E/S.
El subsistema de memoria almacena las instrucciones que controlan el funcionamiento del sistema. Estas instrucciones comprenden el programa que ejecuta el sistema. La memoria también almacena varios tipos de datos: datos de entrada que aún no han sido procesados, resultados intermedios del procesado y resultados finales en espera de salida al exterior.
Es importante darse cuenta de que los subsistemas estructuran a un sistema según funcionalidades. La subdivisión física de un sistema, en términos de circuitos integrados o placas de circuito impreso (PCB) puede y es normalmente diferente. Un solo circuito integrado (IC) puede proporcionar múltiples funciones, tales como memoria y entrada/salida.
Un microcontrolador (MCU) es un IC que incluye una CPU, memoria y circuitos de E/S. Entre los subsistemas de E/S que incluyen los microcontroladores se encuentran los temporizadores, los convertidores analógico a digital (ADC) y digital a analógico (DAC) y los canales de comunicaciones serie. Estos subsistemas de E/S se suelen optimizar para aplicaciones específicas (por ejemplo audio, video, procesos industriales, comunicaciones, etc.).
Hay que señalar que las líneas reales de distinción entre microprocesador, microcontrolador y microcomputador en un solo chip están difusas, y se denominan en ocasiones de manera indistinta unos y otros.
En general, un SE (Sistema Electrónico) consiste en un sistema con microprocesador cuyo hardware y software están específicamente diseñados y optimizados para resolver un problema concreto eficientemente. Normalmente un SE interactúa continuamente con el entorno para vigilar o controlar algún proceso mediante una serie de sensores. Su hardware se diseña normalmente a nivel de chips, o de interconexión de PCB, buscando la mínima circuitería y el menor tamaño para una aplicación particular. Otra alternativa consiste en el diseño a nivel de PCB consistente en el ensamblado de placas con microprocesadores comerciales que responden normalmente a un estándar como el PC-104 (placas de tamaño concreto que se interconectan entre sí “apilándolas” unas sobre otras, cada una de ellas con una funcionalidad específica dentro del objetivo global que tenga el SE). Esta última solución acelera el tiempo de diseño pero no optimiza ni el tamaño del sistema ni el número de componentes utilizados ni el coste unitario. En general, un sistema embebido simple contará con un microprocesador, memoria, unos pocos periféricos de E/S y un programa dedicado a una aplicación concreta almacenado permanentemente en la memoria. El término embebido o empotrado hace referencia al hecho de que el microcomputador está encerrado o instalado dentro de un sistema mayor y su existencia como microcomputador puede no ser aparente. Un usuario no técnico de un sistema embebido puede no ser consciente de que está usando un sistema computador. En algunos hogares las personas, que no tienen por qué ser usuarias de una computadora personal estándar (PC), utilizan del orden de diez o más sistemas embebidos cada día.
Las microcomputadoras en estos sistemas controlan electrodomésticos tales como: televisores, videos, lavadoras, alarmas, teléfonos inalámbricos, etc. Incluso una PC tiene sistemas embebidos en el monitor, impresora, y periféricos en general, adicionales a la CPU de la propia PC. Un automóvil puede tener hasta un centenar de microprocesadores y microcontroladores que controlan cosas como la ignición, transmisión, dirección asistida, frenos antibloqueo (ABS), control de la tracción, etc.
Los sistemas embebidos se caracterizan normalmente por la necesidad de dispositivos de E/S especiales. Cuando se opta por diseñar el sistema embebidos partiendo de una placa con microcomputador también es necesario comprar o diseñar placas de E/S adicionales para cumplir con los requisitos de la aplicación concreta.
Muchos sistemas embebidos son sistemas de tiempo real. Un sistema de tiempo real debe responder, dentro de un intervalo restringido de tiempo, a eventos externos mediante la ejecución de la tarea asociada con cada evento. Los sistemas de tiempo real se pueden caracterizar como blandos o duros. Si un sistema de tiempo real blando no cumple con sus restricciones de tiempo, simplemente se degrada el rendimiento del sistema, pero si el sistema es de tiempo real duro y no cumple con sus restricciones de tiempo, el sistema fallará. Este fallo puede tener posiblemente consecuencias catastróficas.
Un sistema embebido complejo puede utilizar un sistema operativo como apoyo para la ejecución de sus programas, sobre todo cuando se requiere la ejecución simultánea de los mismos. Cuando se utiliza un sistema operativo lo más probable es que se tenga que tratar de un sistema operativo de tiempo real (RTOS), que es un sistema operativo diseñado y optimizado para manejar fuertes restricciones de tiempo asociadas con eventos en aplicaciones de tiempo real. En una aplicación de tiempo real compleja la utilización de un sistema operativo de tiempo real multitarea puede simplificar el desarrollo del software.

## Arquitecturas

### Arquitectura básica
Una PC embebida posee una arquitectura semejante a la de un PC. Brevemente estos son los elementos básicos:
MicroprocesadorEs el encargado de realizar las operaciones de cálculo principales del sistema. Ejecuta código para realizar una determinada tarea y dirige el funcionamiento de los demás elementos que le rodean, a modo de director de una orquesta.
MemoriaEn ella se encuentra almacenado el código de los programas que el sistema puede ejecutar así como los datos. Su característica principal es que debe tener un acceso de lectura y escritura lo más rápido posible para que el microprocesador no pierda tiempo en tareas que no son meramente de cálculo. Al ser volátil el sistema requiere de un soporte donde se almacenen los datos incluso sin disponer de alimentación o energía.
CachéMemoria más rápida que la principal en la que se almacenan los datos y el código accedido últimamente. Dado que el sistema realiza microtareas, muchas veces repetitivas, la caché hace ahorrar tiempo ya que no hará falta ir a memoria principal si el dato o la instrucción ya se encuentra en la caché. Dado su alto precio tiene un tamaño muy inferior (8-512 kB) con respecto a la principal (8-256 MB). En el interior del chip del microprocesador se encuentra una pequeña caché (L1), pero normalmente se tiene una mayor en otro chip de la placa madre (L2).
Disco duroEn él la información no es volátil y además puede conseguir capacidades muy elevadas. A diferencia de la memoria que es de estado sólido este suele ser magnético. Pero su excesivo tamaño a veces lo hace inviable para PC embebidas, con lo que se requieren soluciones como unidades de estado sólido. Otro problema que presentan los dispositivos magnéticos, a la hora de integrarlos en sistemas embebidos, es que llevan partes mecánicas móviles, lo que los hace inviables para entornos donde estos estarán expuestos a ciertas condiciones de vibración. Existen en el mercado varias soluciones de esta clase (DiskOnChip, CompactFlash, IDE Flash Drive, etc.) con capacidades suficientes para la mayoría de sistemas embebidos (desde 2 MB hasta más de 1 GB). El controlador del disco duro de PC estándar cumple con el estándar IDE y es un chip más de la placa madre.
Disco flexibleSu función era la de almacenamiento, pero con discos con capacidades mucho más pequeñas y la ventaja de su portabilidad. Normalmente se encontraban en computadora personal estándar pero no así en una PC embebida. A 2016, llevan varios años en total desuso en PC comunes.
BIOS-ROMBIOS (Basic Input & Output System, sistema básico de entrada y salida) es código que es necesario para inicializar la computadora y para poner en comunicación los distintos elementos de la placa madre. La ROM (Read Only Memory, memoria de solo lectura no volátil) es un chip donde se encuentra el código BIOS.
CMOS-RAMEs un chip de memoria de lectura y escritura alimentado con una pila donde se almacena el tipo y ubicación de los dispositivos conectados a la placa madre (disco duro, puertos de entrada y salida, etc.). Además contiene un reloj en permanente funcionamiento que ofrece al sistema la fecha y la hora.
ChipsetChip que se encarga de controlar las interrupciones dirigidas al microprocesador, el acceso directo a memoria (DMA) y al bus ISA, además de ofrecer temporizadores, etc. Es frecuente encontrar la CMOS-RAM y el reloj de tiempo real en el interior del Chip Set.
Entradas al sistemapueden existir puertos para mouse, teclado, vídeo en formato digital, comunicaciones serie o paralelo, etc.
Salidas del sistemapuertos de vídeo para monitor o televisión, pantallas de cristal líquido, altavoces, comunicaciones serie o paralelo, etc.
Ranuras de expansión para tarjetas de tareas específicasque pueden no venir incorporadas en la placa madre, como pueden ser más puertos de comunicaciones, acceso a red de computadoras vía LAN (Local Area Network, red de área local) o vía red telefónica: básica, RDSI (Red Digital de Servicios Integrados), ADSL (Asynchronous Digital Subscriber Loop, Lazo Digital Asíncrono del Abonado), Cablemódem, etc. Un PC estándar suele tener muchas más ranuras de expansión que una PC embebida. Las ranuras de expansión están asociadas a distintos tipos de bus: VESA, ISA, PCI, NLX (ISA + PCI), etc.
Existen fabricantes que integran un microprocesador y los elementos controladores de los dispositivos fundamentales de entrada y salida en un mismo chip, pensando en las necesidades de los sistemas embebidos (bajo coste, pequeño tamaño, entradas y salidas específicas, etc.). Su capacidad de proceso suele ser inferior a los procesadores de propósito general pero cumplen con su cometido ya que los sistemas donde se ubican no requieren tanta potencia. Los principales fabricantes son STMicroelectronics (familia de chips STPC), AMD (familia Geode), Motorola (familia ColdFire) e Intel.
En cuanto a los sistemas operativos necesarios para que un sistema basado en microprocesador pueda funcionar y ejecutar programas suelen ser específicos para los sistemas embebidos. Así nos encontramos con sistemas operativos de bajos requisitos de memoria, posibilidad de ejecución de aplicaciones de tiempo real, modulares (inclusión solo de los elementos necesarios del sistema operativo para el sistema embebido concreto), etc. Los más conocidos en la actualidad son Windows CE, QNX y VxWorks de WindRiver.

## Aplicaciones
- En una fábrica, para controlar un proceso de montaje o producción. Una máquina que se encargue de una determinada tarea puede contener numerosos circuitos electrónicos y eléctricos para el control de motores, hornos, etc. que deben ser gobernados por un procesador, el cual ofrece una interfaz persona–máquina para ser dirigido por un operario e informarle al mismo de la marcha del proceso.
- Puntos de servicio o venta (POS, point of sale). Las cajas donde se paga la compra en un supermercado son cada vez más completas, integrando teclados numéricos, lectores de códigos de barras mediante láser, lectores de tarjetas bancarias de banda magnética o chip, pantalla alfanumérica de cristal líquido, etc. El sistema embebido en este caso requiere numerosos conectores de entrada y salida y unas características robustas para la operación continuada.
- Puntos de información al ciudadano. En oficinas de turismo, grandes almacenes, bibliotecas, etc. existen equipos con una pantalla táctil donde se puede pulsar sobre la misma y elegir la consulta a realizar, obteniendo una respuesta personalizada en un entorno gráfico amigable.
- Decodificadores y set-top boxes para la recepción de televisión. Cada vez existe un mayor número de operadores de televisión que aprovechando las tecnologías vía satélite y de red de cable ofrecen un servicio de televisión de pago diferenciado del convencional. En primer lugar envían la señal en formato digital MPEG-2 con lo que es necesario un procesado para decodificarla y mandarla al televisor. Además viaja cifrada para evitar que la reciban en claro usuarios sin contrato, lo que requiere descifrarla en casa del abonado. También ofrecen un servicio de televisión interactiva o web-TV que necesita de un software específico para mostrar páginas web y con ello un sistema basado en procesador con salida de señal de televisión.
- Sistemas radar de aviones. El procesado de la señal recibida o reflejada del sistema radar embarcado en un avión requiere alta potencia de cálculo además de ocupar poco espacio, pesar poco y soportar condiciones extremas de funcionamiento (temperatura, presión atmosférica, vibraciones, etc.).
- Equipos de medicina en hospitales y ambulancias UVI móvil.
- Máquinas de revelado automático de fotos.
- Cajeros automáticos.
- Pasarelas (Gateways) Internet-LAN.
- Y un sinfín de posibilidades aún por descubrir o en estado embrionario como son las neveras inteligentes que controlen su suministro vía Internet, PC de bolsillo, etc.

### Ventajas
Los equipos industriales de medida y control tradicionales están basados en un microprocesador con un sistema operativo privativo o específico para la aplicación correspondiente. Dicha aplicación se programa en ensamblador para el microprocesador dado o en lenguaje C, realizando llamadas a las funciones básicas de ese sistema operativo que en ciertos casos ni siquiera llega a existir. Con los modernos sistemas PC embebida basados en microprocesadores i486 o i586 se llega a integrar el mundo del PC compatible con las aplicaciones industriales. Ello implica numerosas ventajas:
- Posibilidad de utilización de sistemas operativos potentes que ya realizan numerosas tareas: comunicaciones por redes de datos, soporte gráfico, concurrencia con lanzamiento de hilos, etc. Estos sistemas operativos pueden ser los mismos que para PC compatibles (Linux, Windows, MS-DOS) con fuertes exigencias en hardware o bien ser una versión reducida de los mismos con características orientadas a los PC embebidos.
- Al utilizar dichos sistemas operativos se pueden encontrar fácilmente herramientas de desarrollo software potentes así como numerosos programadores que las dominan, dada la extensión mundial de las aplicaciones para PC compatibles.
- Reducción en el precio de los componentes hardware y software debido a la gran cantidad de PC en el mundo.